# Promet Makarska
Promet Makarska d.o.o., društvo s ograničenom odgovornošću iz Makarske za prijevoz putnika s djelatnošću organiziranja putničkog prijevoza, odnosno prijevoza putnika na području cijele Hrvatske. Osnovana je 4. listopada 2006. godine u Splitu.

## Vanjske poveznice
- Službene stranice (hrv.)
- PROMET MAKARSKA d.o.o. , Makarska - fininfo.hr (hrv.)